# Liao Kuan-hao

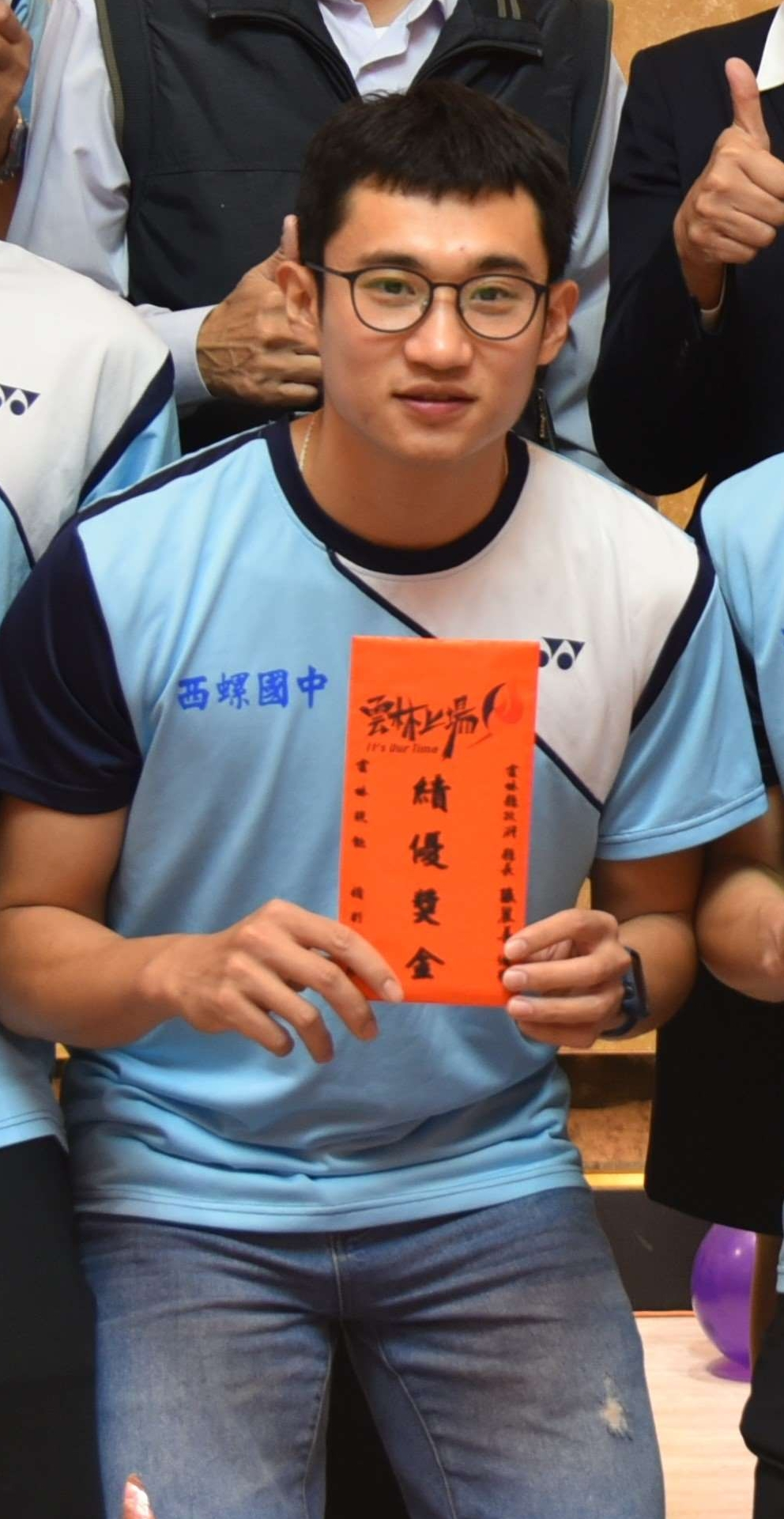
Liao Kuan-Hao, 2020

Liao Kuan-hao (chinesisch 廖冠皓, Pinyin Liào Guànhào; * 7. Oktober 1990) ist ein taiwanischer Badmintonspieler.

## Karriere
Liao Kuan-hao siegte bei den Bulgarian International 2011 im Herrendoppel mit Liang Jui-wei ebenso wie bei den Singapur International 2012. Bei den Macau Open 2012 wurde er Neunter im Doppel, beim Korea Grand Prix Gold 2012 Dritter, wo er auch Dritter im Mixed wurde.